# Telest (satèl·lit)
Telest és un satèl·lit de Saturn. Descobert per Smith, Reitsema, Larson i Fountain de la Universitat d'Arizona en 1980 en observacions des de la Terra, va ser anomenat provisionalment  1980 S 13 . En 1983 es va anomenar oficialment Telest de la mitologia grega. També es designa com Saturn XIII . Va ser descobert quan els anells de Saturn es veien des de la Terra de cantell. Esta orientació dels anells reduïx molt la llum que difonen quan contemplem el planeta des d'un telescopi i, per tant, permeten la detecció de dèbils cossos en les proximitats d'estos.
Telesto és un satèl·lit troià del sistema Saturn-Tetis, ocupant el punt de Lagrange L₄ i, per tant, és un satèl·lit coorbital de Tetis, el qual es troba aproximadament 60° darrere. La lluna Calipso ocupa el punt de Lagrange L₅.

## Exploració
La sonda Cassini sobrevolà a distància Telest l'11 d'octubre de 2005. Les imatges que prengué mostren que la seva superfície és sorprenentment suau, desproveïda de petits cràters d'impacte.